# Diploptalis
Diploptalis é um gênero de mariposa pertencente à família Crambidae.